# In aller Freundschaft
In aller Freundschaft è una serie televisiva tedesca trasmessa sulla rete televisiva pubblica Das Erste e prodotta dal 1998 da Franka Bauer e dalla casa Saxonia Media Filmproduktion GmbH. Il titolo si può tradurre "in tutta l'amicizia".
La serie, incentrata sulle vicende dei dipendenti dell'immaginario ospedale Sachsenklinik di Lipsia, in Sassonia, ha riscosso un grande successo tra i telespettatori tedeschi. È stata trasmessa anche in altri Paesi, tra cui Francia, Slovenia, Croazia e Svizzera. Dal gennaio 2015 va in onda anche lo spin off della serie dal titolo Medici in corsia, i cui protagonisti sono giovani medici assistenti ed il loro primario che lavoravano alla Sachsenklinik e si sono trasferiti in un ospedale di Erfurt.

## Episodi
| Stagione                  | Episodi | Prima TV Germania |
| ------------------------- | ------- | ----------------- |
| Prima stagione            | 36      | 1998-1999         |
| Seconda stagione          | 33      | 1999-2000         |
| Terza stagione            | 19      | 2000-2001         |
| Quarta stagione           | 36      | 2001              |
| Quinta stagione           | 40      | 2002              |
| Sesta stagione            | 43      | 2003              |
| Settima stagione          | 42      | 2004              |
| Ottava stagione           | 42      | 2005              |
| Nona stagione             | 42      | 2006-2007         |
| Decima stagione           | 42      | 2007              |
| Undicesima stagione       | 42      | 2007-2008         |
| Dodicesima stagione       | 42      | 2009              |
| Tredicesima stagione      | 42      | 2010              |
| Quattordicesima stagione  | 42      | 2011              |
| Quindicesima stagione     | 42      | 2012              |
| Sedicesima stagione       | 42      | 2013              |
| Diciassettesima stagione  | 42      | 2014              |
| Diciottesima stagione     | 42      | 2015              |
| Diciannovesima stagione   | 42      | 2016              |
| Ventesima stagione        | 42      | 2017              |
| Ventunesima stagione      | 42      | 2018              |
| Ventiduesima stagione     | 42      | 2019              |
| Ventitreesima stagione    | 42      | 2020-2021         |
| Ventiquattresima stagione | 42      | 2021-2022         |
| Venticinquesima stagione  | 42      | 2022-2023         |
| Ventiseiesima stagione    | 42      | 2023-2024         |
| Ventisettesima stagione   | 41      | 2024-in corso     |

### Lungometraggi
| nº | Titolo originale        | Prima TV Germania |
| -- | ----------------------- | ----------------- |
| 1  | Was wirklich zählt      | 27 dicembre 2011  |
| 2  | Bis zur letzten Sekunde | 25 dicembre 2013  |
| 3  | Zwei Herzen             | 26 ottobre 2018   |